# Franz Leisser
Franz Leisser (* 17. September 1914 in Altruppersdorf; † 23. März 1984 in Waidhofen an der Thaya) war ein österreichischer Politiker (ÖVP) und Mittelschulprofessor. Er war von 1956 bis 1971 Abgeordneter zum Österreichischen Nationalrat.

## Leben
Leisser besuchte sechs Klassen der Volksschule und absolvierte danach das Privatgymnasium Kalksburg. Nachdem er 1934 die Matura abgelegt hatte, studierte er acht Semester Klassische Philologie an der Universität Wien. 1939 legte Leisser die Lehramtsprüfung für Mittelschulen in den Sprachen Latein und Griechisch ab. Leisser wurde in der Folge 1939 Lehrer am Staatsgymnasium Wiener Neustadt und später als Professor am Gymnasium Waidhofen an der Thaya.

## Politik
Politisch engagierte sich Leisser ab 1948 als Gemeinderat in Waidhofen an der Thaya, 1950 stieg er zum Stadtrat auf, danach hatte er ab 1955 das Amt des Bürgermeisters inne. Er war zudem Landesfachgruppenobmann der Professoren und Lehrer an höheren Schulen des ÖAAB Niederösterreich und vertrat die ÖVP zwischen dem 8. Juni 1956 und dem 4. November 1971 im Nationalrat. 
Er war seit 1946 Mitglied der Studentenverbindung Rugia Waidhofen und an 1956 der Chremisa Krems.